# Войновиці (Сьредський повіт)
Войновиці (пол. Wojnowice, нім. Wohnwitz) — село в Польщі, у гміні Менкіня Сьредського повіту Нижньосілезького воєводства.
У 1975-1998 роках село належало до Вроцлавського воєводства.

## Пам'ятки
Головною туристичною принадою села є однойменний замок на воді. Окрім нього, до туристичних пам'яток села належать прилеглий до замку парк та фільварки кінця XIX століття.